# لجنة الشباب والشؤون الثقافية والتربية والبحث العلمي (تونس)
لجنة الشباب والشؤون الثقافية والتربية والبحث العلمي هي إحدى اللجان القارة التسعة لمجلس نواب الشعب التونسي.

منذ 27 فبراير 2015 (المجلس الأول) يترأس هذه اللجنة محمد الأمين كحلول.

## المهام
تختص لجنة الشباب والشؤون الثقافية والتربية والبحث العلمي بالنظر في المشاريع والمقترحات والمسائل المتعلقة ب:
- التربية والتعليم.
- التكوين والتشغيل.
- البحث العلمي.
- الثقافة.
- الشباب والتّرفيه والرياضة.

## رؤساء اللجنة
| الرئيس            | الكتلة | الكتلة                     | العهدة         | العهدة        | الهيئة التشريعية               |
| ----------------- | ------ | -------------------------- | -------------- | ------------- | ------------------------------ |
| يوسف بن لاغة      |        | التجمع الدستوري الديمقراطي | 11 نوفمبر 2009 | 9 فبراير 2011 | مجلس النواب التونسي الثاني عشر |
| عبد السلام شعبان  |        | المؤتمر من أجل الجمهورية   | 13 فبراير 2012 | 2 ديسمبر 2014 | المجلس الوطني التأسيسي التونسي |
| محمد الأمين كحلول |        | الاتحاد الوطني الحر        | 27 فبراير 2015 | الآن          | مجلس نواب الشعب التونسي الأول  |

## مكتب اللجنة

### 2011 - 2014
تتكون هذه اللجنة من 23 عضوا.
| المنصب          | الاسم                 | الكتلة | الكتلة                   | الدائرة الانتخابية |
| --------------- | --------------------- | ------ | ------------------------ | ------------------ |
| الرئيس          | عبد السلام شعبان      |        | المؤتمر من أجل الجمهورية | قفصة               |
| نائب الرئيس     | أنور المرزوقي         |        | الانتقال الديمقراطي      | جندوبة             |
| المقرر          | آمال عزوز             |        | حركة النهضة              | قابس               |
| مقرر مساعد أول  | نبيلة العسكري السنوسي |        | حركة النهضة              | باجة               |
| مقرر مساعد ثاني | شكري القسطلي          |        | التحالف الديمقراطي       | باجة               |

### 2014 - حاليا
تتكون هذه اللجنة من 22 عضوا.
| المنصب          | الاسم             | الكتلة | الكتلة                        | الدائرة الانتخابية |
| --------------- | ----------------- | ------ | ----------------------------- | ------------------ |
| الرئيس          | محمد الأمين كحلول |        | الاتحاد الوطني الحر           | قابس               |
| نائب الرئيس     | طارق براق         |        | الجبهة الشعبية                | القيروان           |
| المقرر          | ليلى الوسلاتي     |        | حركة النهضة                   | المهدية            |
| مقرر مساعد أول  | الناصر الشنوفي    |        | الكتلة الإجتماعية الديمقراطية | زغوان              |
| مقرر مساعد ثاني | علي بنور          |        | آفاق تونس                     | المنستير           |

| المنصب          | الاسم             | الكتلة | الكتلة              | الدائرة الانتخابية |
| --------------- | ----------------- | ------ | ------------------- | ------------------ |
| الرئيس          | محمد الأمين كحلول |        | الاتحاد الوطني الحر | قابس               |
| نائب الرئيس     | طارق براق         |        | الجبهة الشعبية      | القيروان           |
| المقرر          | ليلى الوسلاتي     |        | حركة النهضة         | المهدية            |
| مقرر مساعد أول  | ليلى الحمروني     |        | نداء تونس           | أريانة             |
| مقرر مساعد ثاني | علي بنور          |        | آفاق تونس           | المنستير           |

## روابط خارجية
- صفحة اللجنة على الموقع الرسمي لمجلس نواب الشعب.
- صفحة اللجنة لمجلس نواب الشعب على موقع مرصد التابع لمنظمة البوصلة.
- صفحة اللجنة للمجلس التأسيسي على موقع مرصد التابع لمنظمة البوصلة.